# Tasata
Tasata là một chi nhện trong họ Anyphaenidae.